# Železniční trať Grünstädtel–Oberrittersgrün
Železniční trať Grünstädtel - Oberrittersgrün neboli Pöhlatalbahn byla saská úzkorozchodná dráha v Krušných horách. Vedla ze stanice Grünstädtel na normálněrozchodné trati Annaberg-Buchholz - Schwarzenberg údolím potoka Pöhlwasser do Oberrittersgrünu nedaleko českých hranic.
Pravidelný provoz započal v roce 1889, trať byla nejprve využívána především pro přepravu dřeva a potřeby místních papíren. V padesátých letech 20. století provoz krátce vzrostl v souvislosti s těžbou uranu. V roce 1971 byl provoz ukončen.
Ve stanici Oberrittersgrün bylo zřízeno Muzeum saských úzkorozchodných železnic (Sächsisches Schmalspurbahnmuseum Rittersgrün).